# Franz Anton Förch
Franz Anton Förch (* 10. Dezember 1783 in Ehingen am Ries; † 10. März 1871 in Neuburg an der Donau) war ein deutscher römisch-katholischer Priester, Gymnasiallehrer, Historiker und bayerischer Landtagsabgeordneter von 1845 bis 1848.

## Leben
Franz Anton Förch studierte in Ellwangen und Dillingen an der Donau und wurde 1806 zum Priester geweiht. Er strebte dann das höhere Lehramt an und unterrichtete als Gymnasialprofessor in Amberg, Straubing, am Neuburger Gymnasium sowie in Augsburg bei Sankt Anna und als Studien- und Seminardirektor bei Sankt Stephan. In Augsburg gehörte zu seinen Schülern auch der spätere Kaiser Napoleon III., der Förch bis ins hohe Alter verbunden blieb. Förch ließ sich 1830 als Stadtpfarrer von Sankt Peter nach Neuburg versetzen und wurde dort auch 1842 zum Dekan ernannt. Neben seiner Aufgabe als Seelsorger verfasste er mehrere Schriften, vor allem zur Geschichte des Fürstentums Pfalz-Neuburg. Er engagierte sich auch ab 1844 als Ausschussmitglied im Historischen Verein Neuburg. Von 1845 bis 1848 wurde er als Abgeordneter in den Bayerischen Landtag gewählt. Er starb am 10. März 1871 in Neuburg, wo er im Alten Friedhof seine letzte Ruhestätte fand. 

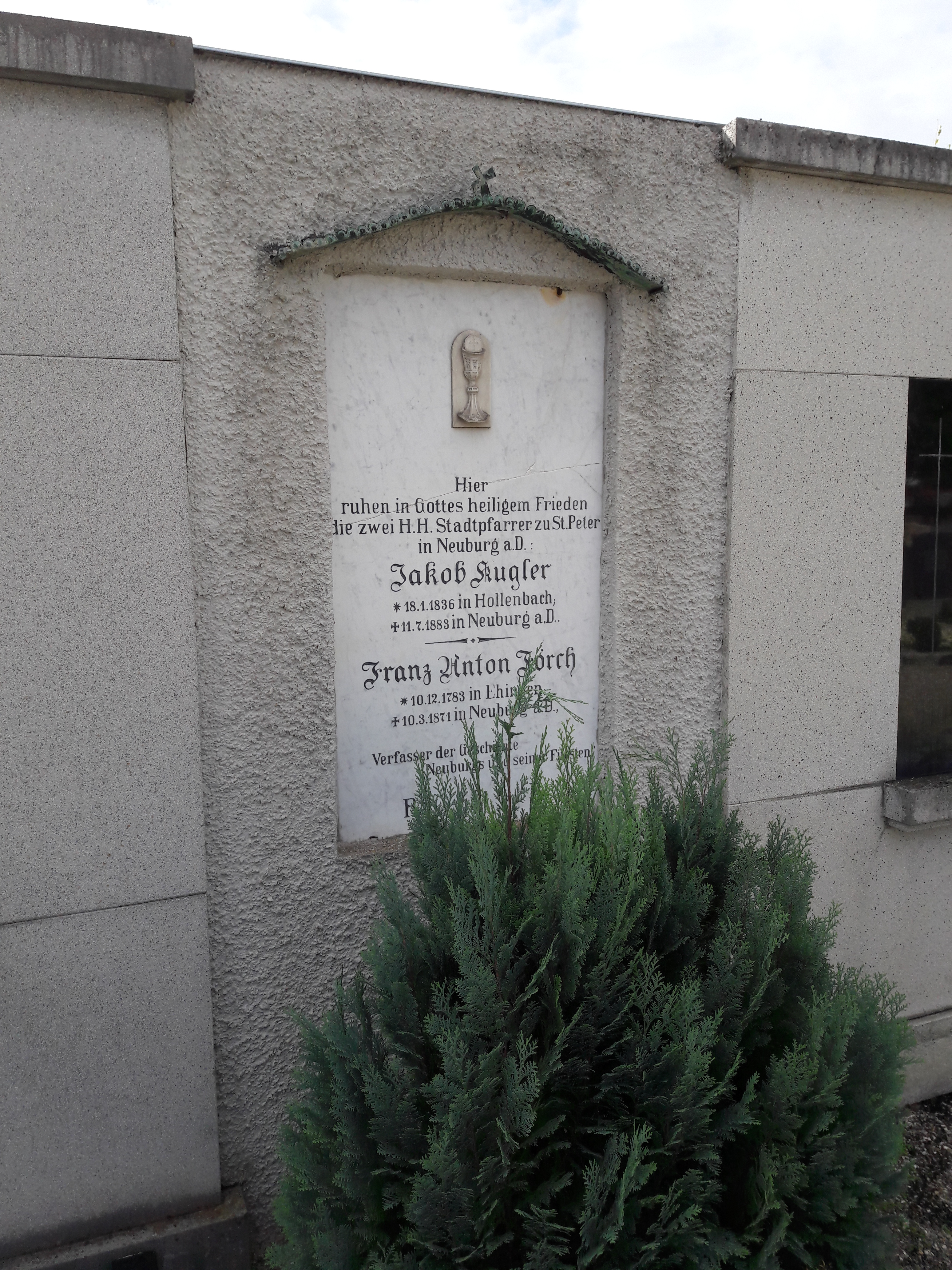
Grab von Franz Anton Förch im Alten Friedhof von Neuburg

## Werke
- Franz Anton Förch: Neuburg und seine Fürsten, Neuburg a. d. D. Prechter, 1860 (2. Auflage 1935; weitere Auflage hg. v. Josef Heider 1955)